# Dinilysia
A Dinilysia patagonica a hüllők (Reptilia vagy Sauropsida) osztályának a pikkelyes hüllők (Squamata) rendjébe, ezen belül a Dinilysiidae családjába tartozó kihalt faj.

## Tudnivalók
A kígyók ritkán kövesednek meg. A könnyű felépítésű testük és több részből álló koponyájuk túl törékenyek ahhoz, hogy fosszilizálódjanak.
Egyik legkorábbi kígyófaj, amelyről tudunk, a Dinilysia patagonica, amely a késő kréta korban élt a mai Dél-Amerika területén.
Feltételezik, hogy a kígyók az üregi gyíkokból fejlődtek ki, bár manapság sokan közülük a föld felett éli életét.
Minden kígyófaj aktív vadász, áldozataikat különféle módon ölik meg. A Dinilysia egy korai pitonféle volt, úgyhogy zsákmányát szorítás által ölte meg. Addig szorította áldozatát, míg meg nem fulladt.
Feltételezik, hogy a mérgeskígyók csak a harmadidőszakban fejlődtek ki.